# Базилика Святого Петра (IV—XVI века)
Базилика Святого Петра (итал. Basilica di San Pietro) — здание, на протяжении IV—XVI веков располагавшееся на месте современного Собора Святого Петра в Риме. Строительство базилики, расположенной на месте, ранее занимаемом амфитеатром Нерона, началось в период правления императора Константина I. Для того, чтобы отличать её от современного собора Святого Петра, базилику часто называют «старой».
Строительство базилики началось по приказу императора Константина между 318 и 322 годами и заняло около 30 лет.
Алтарь был размещён над могилой, со второго века считаемой захоронением апостола Петра, принявшего в 66 году мученическую кончину в цирке Нерона.
В течение последующих двенадцати веков базилика постепенно приобрела огромное значение, в конечном итоге став главным центром паломничества в Риме.
В базилике проходили папские коронации, и в 800 году Карл Великий был коронован в ней как император Запада. В 846 году базилика была разграблена и частично разрушена сарацинами.